# Straylight Run

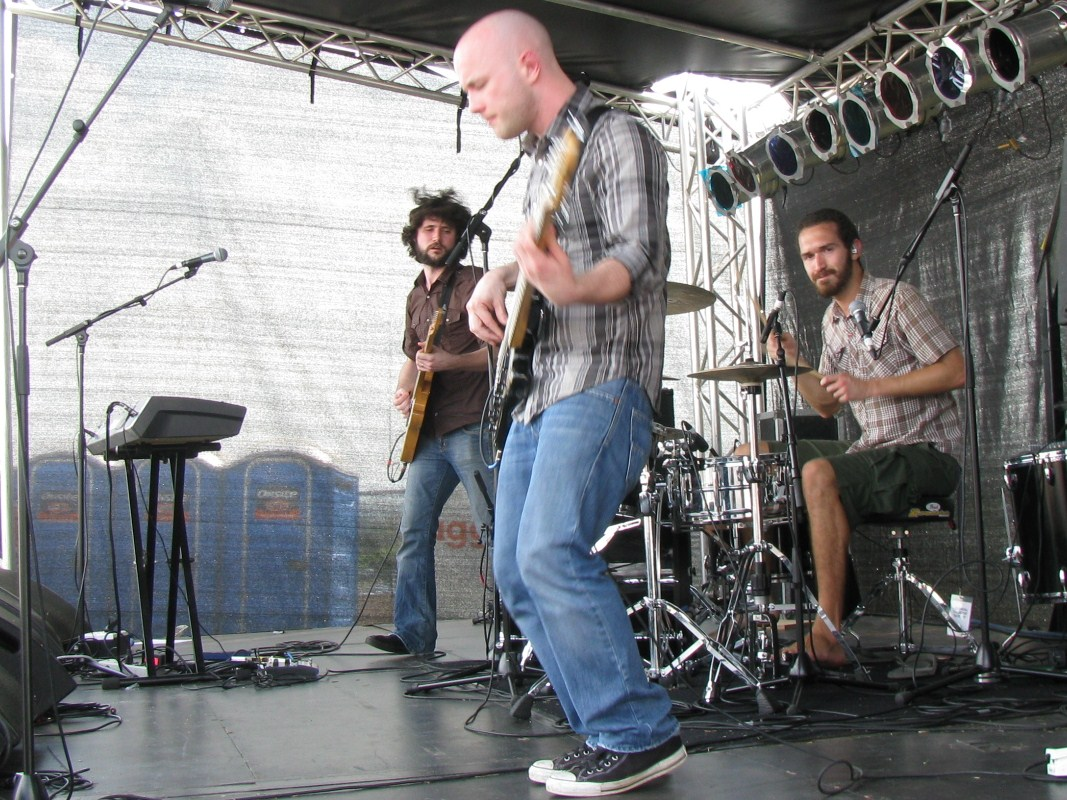

Straylight Run is een alternatieve Amerikaanse band uit Long Island (New York). De band kwam onder contract bij Universal Republic Records te staan, nadat ze haar overeenkomst met Victory Records verbrak  met het uitbrengen van de Prepare to Be Wrong-ep.

## Bandleden
- John Nolan - zang, gitaar, piano
- Shaun Cooper - basgitaar
- Michelle DaRosa - zang, piano, gitaar
- Will Thomas Noon - drums en percussie.

## Discografie
- Demo - (2003)
- Straylight Run - 12 oktober 2004 (Enhanced cd - Victory)
- Prepare to Be Wrong - ep, 4 oktober 2005 (Enhanced cd - Victory)
- The Needles The Space - 19 juni 2007 (Enhanced cd - Universal Republic)
- Un Mas Dos - 2008

## Singles
- 2004 Existentialism On Prom Night
- 2005 Hands In The Sky (Big Shot)
- 2007 Soon We'll Be Living In The Future

## Videoclips
- 2004 Existentialism On Prom Night
- 2005 Hands In The Sky (Big Shot)
- 2007 Buttoned Down (op Enhanced cd van The Needles The Space)
- 2007 Soon We'll Be Living In The Future
- 2007 How Do I Fix My Head (op Enhanced cd van The Needles The Space))